# Cambridge United FC
A Cambridge United Football Club egy 1912-ben alapított angliai labdarúgóklub Cambridge városban. A csapat jelenleg a harmadik divízióban (Football League one) játszik.

## Sikerek
- Football League One-győztes – 1990-91
- Football League Two-győztes – 1976-77
- FA Trophy-győztes - 2013-14
- FA-kupa negyeddöntős – 1989-90, 1990-91
- Angol Ligakupa negyeddöntős – 1992-93

## Fordítás
- Ez a szócikk részben vagy egészben  a   Cambridge United F.C. című angol Wikipédia-szócikk fordításán alapul.  Az eredeti cikk szerkesztőit annak laptörténete sorolja fel. Ez a jelzés csupán a megfogalmazás eredetét és a szerzői jogokat jelzi, nem szolgál a cikkben szereplő információk forrásmegjelöléseként.